# Fangen (film fra 2003)
 For alternative betydninger, se Fangen. (Se også artikler, som begynder med Fangen)
Fangen er en dansk kortfilm fra 2003 instrueret af Nønne Katrine Rosenring. Filmens engelske arbejdstitel er Jailbird. 

## Handling
Hun er et sted, hun aldrig troede, hun skulle komme. Han har begået sit livs fejltagelse. De er på vej til det møde, seerne aldrig turde tage.

## Medvirkende
- Pia Vieth, Hanne
- Philippe L. Christiansen, Anders
- Flemming Holk, Politimand
- Kim S. Andersen, Visitationsbetjent
- Louise Work Havelund, Kristine
- Lærke Kløvedal